# Station Le Crotoy
Station Le Crotoy (Frans: Gare du Crotoy) is een spoorwegstation in de Franse gemeente Le Crotoy. Het ligt aan de in meterspoor uitgevoerde spoorlijn tussen Cayeux-sur-Mer en Le Crotoy.
Het werd op 1 juli 1887 geopend aan de spoorlijn van de Société générale des chemins de fer économiques. Wegens afnemend reizigersaanbod werd het op 31 december 1969 gesloten. Een groep vrijwilligers vormde vervolgens de toeristische Spoorlijn van de Sommebaai en op 4 juli 1971 werd het station heropend.